# Гальванизация

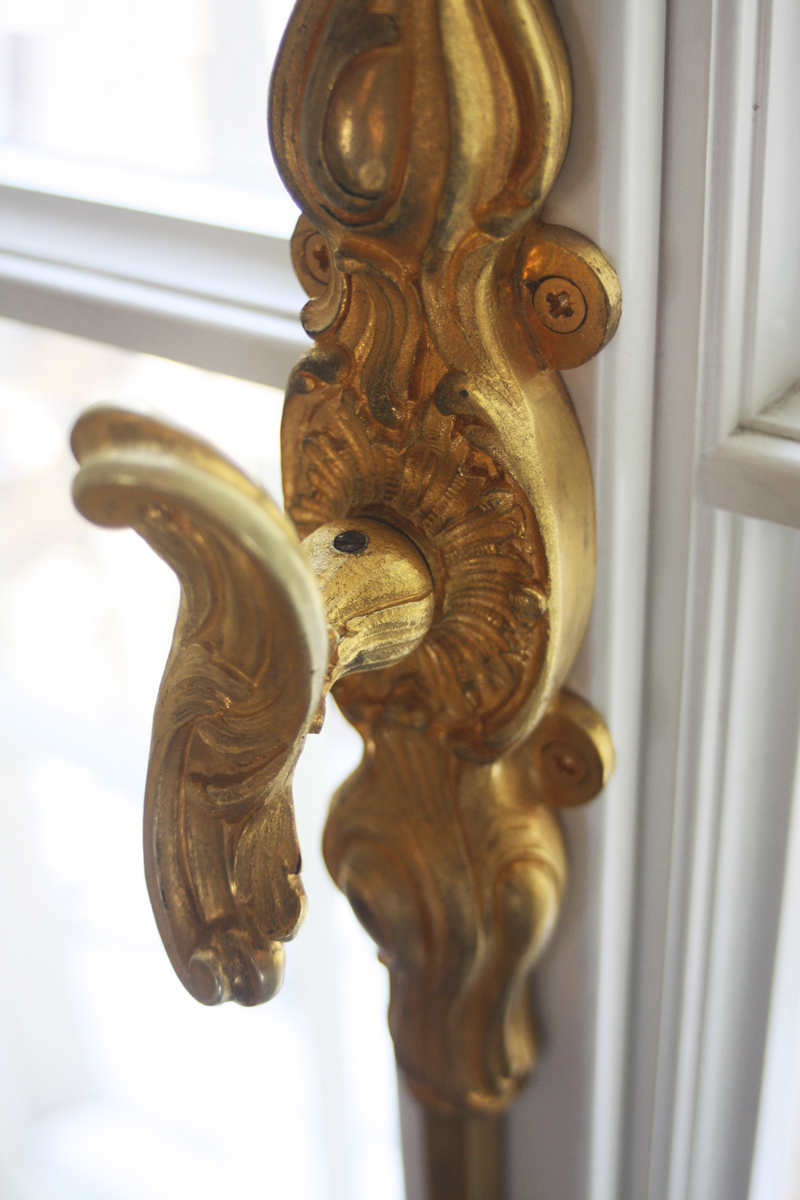
Фойе Эрмитажного театра. Позолота декоративного убранства

Гальванизация — это метод покрытия одного металла каким-либо другим путём электролиза.

## История
Изобретена в 1838 году Б. С. Якоби в Санкт-Петербурге и Спенсером в Ливерпуле.
Процесс назван в честь исследователя электрических процессов Луиджи Гальвани.

## Описание
Гальванизируют поверхности в декоративных целях (например, посеребрение).
В промышленности же гальванизацию применяют для укрепления металлической поверхности изделий и защиты их от воздействия внешней среды, например от коррозии; обычно гальванизируют цинком (оцинковка), медью, хромом, никелем.

## Способы гальванизации
Пример гальванизации серебром (или золотом):

В ёмкость с водой добавляется катализатор для усиления электропроводности воды, опускается медная (для большей электропроводности) рама с прикреплённым к ней мешочком с серебром. Также опускается вторая рама с прикреплённой металлической деталью, которую надо посеребрить. Рама с серебром присоединяется к генератору постоянного тока, на клемму «+», а раму с деталью — на клемму «-», включается генератор. Ионы серебра под воздействием тока переходят в воду и оседают на металлической детали. Через некоторое время получается посеребрённая деталь.